# Microgoura meeki
Microgoura meeki (bồ câu Choiseul hay bồ câu mào Solomon) là một loài chim tuyệt chủng thuộc họ Bồ câu (Columbidae). Nó từng sống ở đảo Choiseul của quần đảo Solomon, mặc dù có những báo cáo không xác thực rằng nó từng sống ở nhiều đảo gần đó. Nó thuộc về chi đơn loài Microgoura và không có phân loài. Họ hàng gần nhất còn sinh tồn của nó được cho là Trugon terrestris. Khi trưởng thành có màu xám-lam, với một cái mào màu đá phiến xanh dễ phân biệt.
Ngày nay, năm miếng da và một bộ xương một phần được lưu giữ tại Bảo tàng Lịch sử tự nhiên Hoa Kỳ, trong khi một mảnh da duy nhất và trứng được lưu giữ tại Bảo tàng Lịch sử Tự nhiên ở Tring.